# Agriades podarce
Agriades podarce is een vlinder uit de familie van de Lycaenidae. De wetenschappelijke naam van de soort is voor het eerst gepubliceerd in 1865 door Cajetan Freiherr von Felder en Rudolf Felder.

## Verspreiding
De soort komt voor in Californië.

## Ondersoorten
- Agriades podarce podarce
  - = Lycaena tehama Reakirt, 1866
  - = Lycaena nestos Boisduval, 1869
  - = Cupido nestos (Boisduval, 1869)
- Agriades podarce cilla (Behr, 1867)
  - = Lycaena cilla Behr, 1867
  - = Cupido cilla (Behr, 1867)
- Agriades podarce klamathensis Emmel & Emmel, 1998